# Colombier-le-Vieux
Colombier-le-Vieux är en kommun i departementet Ardèche i regionen Auvergne-Rhône-Alpes i sydöstra Frankrike. Kommunen ligger  i kantonen Saint-Félicien som ligger i arrondissementet Tournon-sur-Rhône. År 2022 hade Colombier-le-Vieux 677 invånare.

## Befolkningsutveckling
Antalet invånare i kommunen Colombier-le-Vieux
Referens: INSEE